# Novinci
Novinci este o localitate din comuna Sveti Andraž v Slovenskih goricah, Slovenia, cu o populație de 189 de locuitori.